# Club Atlético Tigre
Club Atlético Tigre este un club de fotbal din Victoria, San Fernando Partido, Buenos Aires, Argentina. Sezonul 2007-08 a fost primul lor sezon la un nivel înalt după 27 de ani.